# Squalus shiraii
Squalus shiraii (лат.) — вид катрановых акул, принадлежащий к роду катранов. Вероятно, эндемичен для тропических вод Японии. Встречается на мелководье верхнего континентального склона у берегов южной Японии на глубине 310—390 м.
Ранее считался не отличающимся от родственной колючей акулы Мицукури (Squalus mitsukuri). В 2020 году ихтиологи Сара Вьяна (Sarah T. F. L. Viana) и Марсело де Карвалью (Marcelo R. de Carvalho) научно описали таксон в качестве самостоятельного вида. Видовое название shiraii было дано в честь японского ихтиолога Сигэру Сираи (Shigeru M. Shirai) за его вклад в изучение систематики катранообразных.
В качестве голотипа был выбран образец HUMZ 149389 (взрослый самец), достигающий 590 мм в длину. Паратип HUMZ 80329 (взрослая самка) достигает 770 мм, а другой паратип, HUMZ 80330 (ювенильный самец), — 365 мм.